# Frenchglen
Frenchglen ist ein Ort im Harney County im Bundesstaat Oregon in den Vereinigten Staaten. Der Ort befindet sich 97 km südlich von Burns an der Oregon Route 205.
Frenchglen liegt in der Nähe von Steens Mountain und dem Malheur National Wildlife Refuge und ist die Heimat des historischen Frenchglen Hotel.

## Geschichte
Die Gemeinde ist nach der French-Glenn Livestock Company benannt, die von Hugh J. Glenn gegründet wurde und zu der später sein Schwiegersohn Peter French beigetreten ist. French-Glenn baute dort sein Hauptquartier im Jahre 1872.
Der National Park Service führt für Frenchglen zwei Gebäude im National Register of Historic Places an (Stand 11. Januar 2019), neben dem Frenchglen Hotel die Riddle Ranch.